# Ismed Sofyan
Ismed Sofyan (ur. 28 sierpnia 1979 w Tualang Cut) – piłkarz indonezyjski grający na pozycji obrońcy.

## Kariera klubowa
Karierę piłkarską Sofyan rozpoczął w klubie Diklat Ragunan. Grał tam w drużynie juniorów. W 1999 roku przeszedł do zespołu Persiraja Banda Aceh. W jego barwach zadebiutował w indonezyjskiej pierwszej lidze. W Persirai grał w latach 1999-2001. Na początku 2002 roku odszedł do Persijatimu Sriwijaya, w której spędził jeden sezon. W 2003 roku został piłkarzem Persiji Dżakarta. W 2005 roku zajął z nią 3. miejsce w lidze i awansował do finału Pucharu Indonezji. Z kolei w 2006 roku wywalczył wicemistrzostwo kraju.

## Kariera reprezentacyjna
W reprezentacji Indonezji Sofyan zadebiutował 28 sierpnia 2000 roku w wygranym 4:1 meczu Pucharu Niepodległości z Mjanmą. W 2000 roku zagrał w Pucharze Azji 2000. Jego dorobek na tym turnieju to 3 mecze: z Kuwejtem (0:0), z Chinami (0:4) i z Koreą Południową (0:3). W 2004 roku wystąpił w 2 meczach Pucharu Azji 2004: Chinami (0:5) i z Bahrajnem (1:3). W 2007 roku został powołany przez selekcjonera Iwana Kolewa do kadry na Puchar Azji 2007. Na tym turnieju rozegrał jedno spotkanie, z Arabią Saudyjską (1:2).